# Ahmadíja

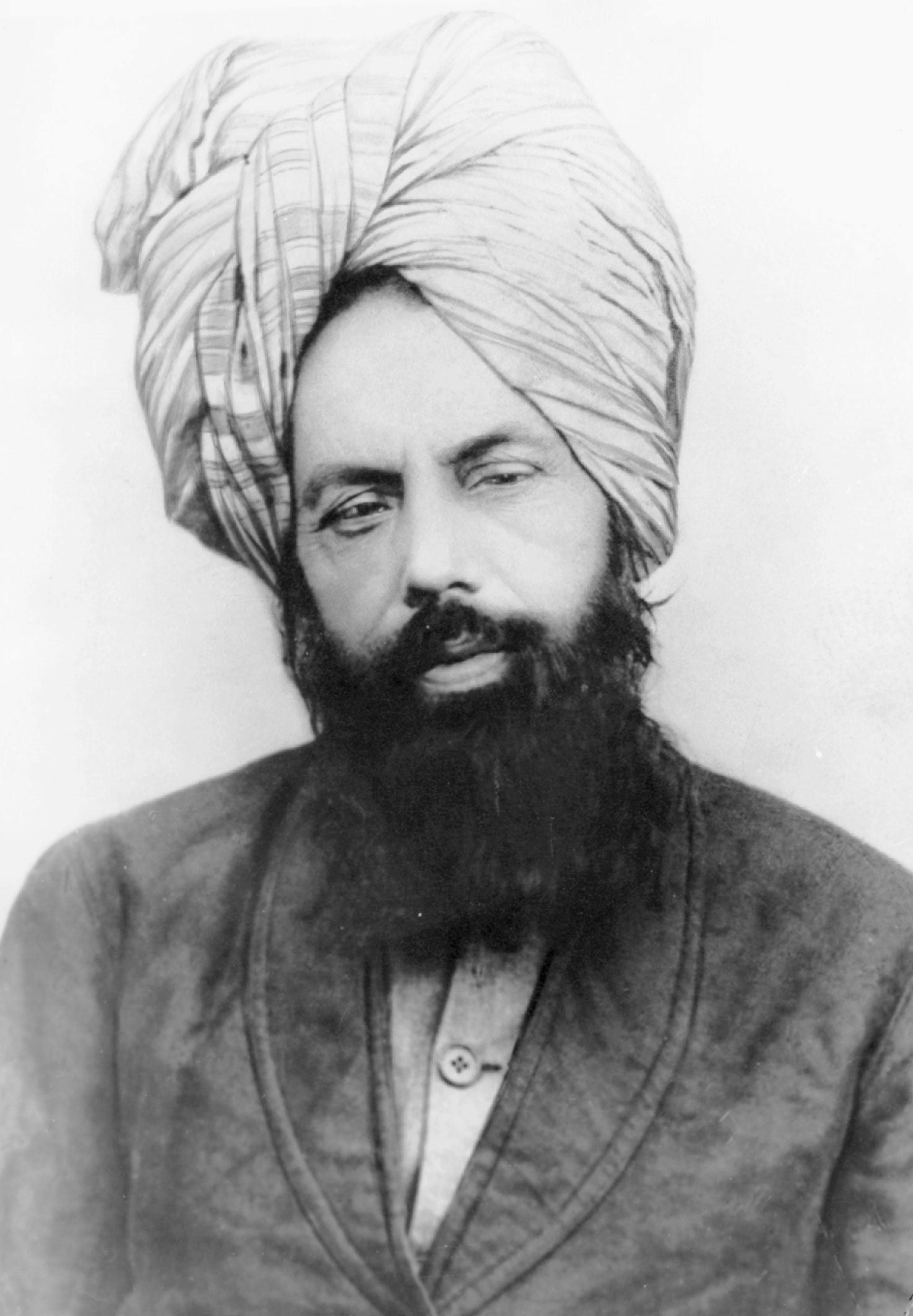
Hazrat Mirza Ghulam Ahmad, zakladatel muslimské komunity Ahmadíja

Ahmadíja, oficiálně Ahmadiyya Muslim Jama’at (doslova arabsky: „společenství“), je celosvětové islámské hnutí obrody, které vzniklo v roce 1889 v indickém Qadianu ve státě Pandžáb. Založil jej Mirza Gulám Ahmad (1835–1908), který se prohlásil za slíbeného Mesiáše a Mahdího. Z tohoto titulu Ahmad tvrdil, že je metaforickým naplněním proroctví z různých náboženství světa, která předpověděla druhý příchod náboženských osobností jako Ježíš a Krišna. Stoupenci ahmadíjské víry – název odkazuje na jiné jméno Mohameda, tedy Ahmad – jsou označováni jako ahmadíjští muslimové nebo jednoduše ahmadíjové.
Mirza Gulám Ahmad založil společenství dne 23. března 1889, když formálně přijal věrnost od svých podporovatelů. Byl plodným autorem, za svůj život napsal 85 knih, v nichž sdílel – podle svého tvrzení – pravé, původní mírové učení islámu, které učí Mohamed a Korán. Zatímco ostatní muslimové věří, že proroctví i božská zjevení již skončila, Mirza Gulám Ahmad tvrdil, že je příjemcem zjevení od Boha, a soustavně psal o různých duchovních zážitcích. Jednalo se například o zážitky se zjevením, kdy tvrdil, že mu Bůh odhalil budoucí události, někdy i celosvětového významu. Zveřejňoval proroctví různé povahy; jeho stoupenci o nich tvrdí, že se naplnila prostřednictvím událostí jako zemětřesení, třetí morová epidemie a první světová válka. Rovněž předpovídal, že v různých epochách Bůh (Alláh) vždy posílá jisté osobnosti jako obnovitele islámu.

Vlajka Ahmadíje

Zemřel 26. května 1908 a shromáždil odhadem na 400 000 stoupenců, kteří se během 23 let jeho údajného proroctví stali členy společenství Ahmadiyya Muslim Jama’at. Od jeho úmrtí Jama’at vedla řada chalífů a Společenství se rozšířilo do více než 200 zemí celého světa.[zdroj⁠?!] Společenství Jama’at má silnou misijní tradici a tvrdí, že má desítky miliónů stoupenců napříč celým světem. Významně jsou koncentrováni v jižní Asii, Indonésii a západní a východní Africe a zavedené odnože působí v západních zemích, a to pod vedením stávajícího chalífy Mirzy Masrúra Ahmada, který sídlí ve Velké Británii. Zde se také nachází mešita Baitul Futuh, jedna z největších v západní Evropě, která slouží jako centrum ahmadíjského společenství.

## Ahmadíja v Pákistánu
Ahmadíjské muslimské společenství čelí rozsáhlému pronásledování, zejména v Pákistánu, kde jim zákony o rouhání (§ 298B a § 298C pákistánského trestního zákoníku) brání v tom, aby se mohli označovat za muslimy, a kde mohou být uvězněni na 3 a více let za pouhé vyřčení islámského pozdravu „salaam“ (doslova arabsky mír), za nazývání jejich místa uctívání mešitou a za jiné takové projevy islámské víry. Toto pronásledování pramení z víry dle ahmadíjské teologie, že ačkoli je islám konečným náboženstvím, skončilo pouze zákonodárné proroctví a na světě se stále mohou objevovat méně důležití muslimští proroci. Běžní muslimové věří, že všechny druhy proroctví skončily s Mohamedem a že pokud se někdo prohlásí za proroka, je to kacíř. Proto běžní muslimové často označují ahmadíjské muslimy za nemuslimy.

## Ahmadíja v Česku
Od listopadu 2020 je v Česku zaregistrováno společenství Ahmadíja Muslimský Spolek, tvořený převážně přistěhovalci z Pákistánu do Česka zkraje 90. let.
Předsedou je Kašíf Džandža. Od té doby se komunita snaží pomáhat zejména v humanitární oblasti, ale i při dalších aktivitách. Kromě toho pořádá různé výstavy a snaží se tak sjednotit společnost a zprostředkovat pravé učení islámu. Roku 2023 hnutí uspořádalo mezináboženskou konferenci.
Roku 2024 uspořádalo v Praze iftar pro veřejnost.
Další mírové sympozium se uskutečnilo 9. března 2024 v londýnské mešitě Baitul Futuh. 

Roku 2025 proběhlo mezináboženské setkání u příležitosti iftaru v komunitním centru Žižkostel Církve československé husitské na pražském Žižkově.